# 트럼프 기업

트럼프 기업의 소유 자산이 있는 국가

트럼프 기업(영어: The Trump Organization 더 트럼프 오거니제이션[*])은 도널드 트럼프와 그의 자녀들이 소유한 미국의 부동산 복합기업이다. 본사는 뉴욕 맨해튼의 트럼프 타워이며 도널드 트럼프의 모든 사업과 투자의 지주회사 역할을 하는 기업이다. 트럼프 기업은 부동산 개발, 거래, 마케팅, 중개, 투자, 그리고 자산관리 등등을 주요 사업으로 하고 있다.

## 역사
프레더릭 트럼프와 아내 엘리자베스 크라이스트 트럼프는 1906년 독일에서 미국 뉴욕주 퀸스로 이민하여 부동산 사업을 했다. 1918년 프레더릭이 스페인 독감으로 사망한 뒤 아내 엘리자베스와 아들 프레드 트럼프는 ‘E. 트럼프 앤드 선(E. Trump & Son)’이라는 이름으로 부동산 사업을 계속했다.
프레드 트럼프의 아들인 도널드 트럼프는 1968년 공식적으로 입사해서 1970년대 초반에 경영을 시작했다.